# Pseudotocepheus
Pseudotocepheus – rodzaj roztoczy z kohorty mechowców i rodziny Tetracondylidae.
Rodzaj ten został opisany w 1960 roku przez Jánosa Balogha. Gatunkiem typowym wyznaczono Pseudotocepheus pauliani. W jego obrębie baza ITIS umieszcza dwa podrodzaje:
- Pseudotocepheus (Constrictocepheus) Grobler, 1998
- Pseudotocepheus (Pseudototocepheus) Balogh, 1961

Luis Subías natomiast traktuje Constrictocepheus jako niezależny rodzaj i nie wyróżnia podrodzajów.
Mechowce te mają proste szczeciny na notogaster. Szczeciny notogastralne występują w liczbie 10 par, genitalne 3 par, aggenitalne 1 pary, analne 2 par, a adanalne 3 par. Odnóża jednopalczaste.
Rodzaj rozprzestrzeniony w strefie tropikalnej i subtropikalnej.
Należą tu 34 opisane gatunki:
- Pseudotocepheus amonstruosus Mahunka, 1973
- Pseudotocepheus andinus (Fernández, Martínez et Eguaras, 1990)
- Pseudotocepheus aokii Grobler, 1997
- Pseudotocepheus asymmetricus J. et P. Balogh, 1983
- Pseudotocepheus atolanaro Mahunka, 2009
- Pseudotocepheus australis (Mahunka, 1980)
- Pseudotocepheus bacilliger J. et P. Balogh, 1983
- Pseudotocepheus clavigerus (Mahunka, 1978)
- Pseudotocepheus contractus Grobler, 1997
- Pseudotocepheus curtipilus (Trägårdh, 1931)
- Pseudotocepheus dentatus Grobler, 1998
- Pseudotocepheus flagellatus (Mahunka, 1987)
- Pseudotocepheus foveolatus Hammer, 1966
- Pseudotocepheus granulatus Mahunka, 1985
- Pseudotocepheus hammerae Chakrabarti et Kundu, 1978
- Pseudotocepheus hauseri (Mahunka, 1980)
- Pseudotocepheus lanceolatus Grobler, 1998
- Pseudotocepheus lienhardi Mahunka, 1993
- Pseudotocepheus medius Balogh et Mahunka, 1966
- Pseudotocepheus neonominatus Subías, 2004
- Pseudotocepheus parallelus J. et P. Balogh, 1983
- Pseudotocepheus pauliani Balogh, 1961
- Pseudotocepheus pauliensis Pérez-Íñigo et Baggio, 1993
- Pseudotocepheus promissus Grobler, 1998
- Pseudotocepheus pygmaeus Balogh, 1962
- Pseudotocepheus radiatus Hammer, 1973
- Pseudotocepheus setiger (Hammer, 1972)
- Pseudotocepheus sexdentatus (Trägårdh, 1931)
- Pseudotocepheus sexidimorphus (Vasiliu et Călugăr, 1977)
- Pseudotocepheus shauni Grobler, 1997
- Pseudotocepheus sturmi P. Balogh, 1984
- Pseudotocepheus szentivanyorum Balogh et Mahunka, 1978
- Pseudotocepheus tolanaro Mahunka, 1997
- Pseudotocepheus vicarius Balogh et Mahunka, 1978